# Durezza dell'acqua
     acqua dolce
     acqua media
     acqua dura

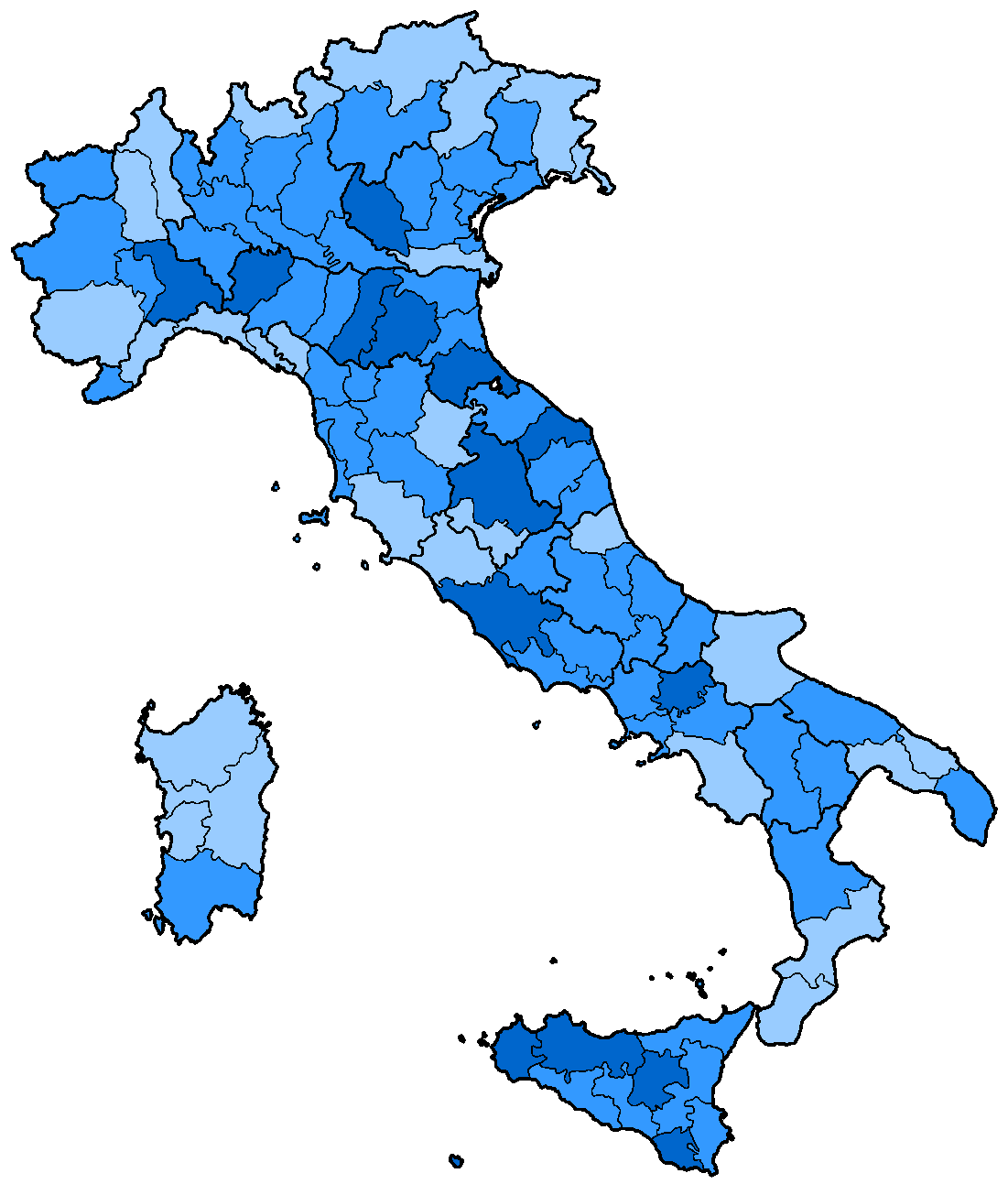
Durezza dell'acqua in Italia (carta degli anni '80 del XX secolo)
acqua dolce
acqua media
acqua dura

Per durezza dell'acqua si intende un valore che esprime il contenuto totale di ioni di calcio e magnesio, dovuti alla presenza di sali solubili nell'acqua, e di eventuali metalli pesanti presenti nell'acqua. Generalmente con questo termine si intende riferirsi alla durezza totale; la durezza totale è somma della durezza permanente, che esprime la quantità di cationi rimasti in soluzione dopo ebollizione prolungata, e della durezza temporanea, che per differenza tra le precedenti durezze, esprime sostanzialmente il quantitativo di idrogenocarbonati (o bicarbonati) presenti nell'acqua prima dell'ebollizione.
I sali della durezza sono solitamente presenti nell'acqua come solfati, cloruri, nitrati, carbonati o idrogenocarbonati,  generalmente solubili, che per riscaldamento o per evaporazione precipitano formando incrostazioni di calcare o di altro genere.
Un'acqua dura influisce negativamente sui processi di lavaggio: infatti le molecole che costituiscono il detergente si combinano con gli ioni calcio formando composti insolubili che, oltre a far aumentare il quantitativo di detergente necessario, si depositano nelle fibre dei tessuti facendole infeltrire. Inoltre la presenza di sostanze incrostanti è dannosa per gli impianti industriali, sia per la loro azione corrosiva, sia per le incrostazioni che formano. Per questo sono spesso utilizzate tecniche di addolcimento, ovvero di rimozione dei sali di calcio e magnesio.
La durezza di un'acqua può venire abbassata facendola passare attraverso un addolcitore manuale o automatico su una resina a scambio ionico, che consiste di un polimero recante ioni sodio (Na+) che vengono scambiati al passaggio con gli ioni calcio e magnesio dell'acqua. Gli ioni calcio e magnesio sono trattenuti dalla resina che viene poi successivamente rigenerata per trattamento con acqua salata (NaCl) concentrata (salamoia).

## Unità di misura
Il Sistema internazionale raccomanda per la durezza dell'acqua l'uso delle moli per metro cubo (mol/m³), ovvero il contenuto degli ioni alcalino terrosi.
In Italia però la durezza dell'acqua viene generalmente espressa in gradi francesi (°f o °fH, raramente °HF, da non confondere con °F, che sono i gradi Fahrenheit), dove un grado rappresenta 10 mg di carbonato di calcio (CaCO3) per litro di acqua (1 °f = 10 mg/l = 10 ppm).
In genere, le acque vengono classificate in base alla loro durezza come segue:
- fino a 4 °f: molto dolci
- da 4 °f a 8 °f: dolci
- da 8 °f a 12 °f: medio-dure
- da 12 °f a 18 °f: discretamente dure
- da 18 °f a 30 °f: dure
- oltre 30 °f: molto dure.

Altre unità di misura della durezza sono i gradi tedeschi (°dH, da Grad deutsche Härte, oppure °GH, da Gesamthärte) molto usati dagli acquariofili con 1° dH = quantità di sali equivalenti a 10 mg/l di ossido di calcio CaO (1 °dH = 1,79 °f), i gradi inglesi (o di Clark) °e (oppure e, °Clark o, raramente, °eH) dove 1 °e = 1 g di carbonato di calcio in 70 litri di acqua (1 °e = 1,43 °F), i gradi americani (°TH, da total hardness, oppure °aH) dove 1 °TH = 17,1 mg/l di carbonato di calcio (1 °TH = 1,71 °f), i gradi russi (°rH, dal 2014 definiti da uno standard GOST come °Ж), i meq/l e le ppm di carbonato o ossido di calcio. Alternativamente è possibile esprimere il risultato come millimoli di carbonato di calcio per litro di acqua, ad esempio: a 1,2 mmol/l corrispondono 12 °f. Il grains è un'unità di misura corrispondente a 64,8 mg di carbonato di calcio. Attualmente si usa anche il grado MEC, che corrisponde a 1 g di CaCO3 in 100 litri ed è perciò uguale al grado francese.

### Indici di Langelier e di Ryznar
Dal punto di vista tecnico-pratico, soprattutto in ambito impiantistico, si ricorre spesso all'uso di appositi indici utilizzati per valutare le proprietà dell'acqua nelle condizioni operative d'uso.
L'indice di Langelier (IL) è un valore che definisce la tendenza del carbonato di calcio a precipitare. Il calcolo di questo indice si basa sulla determinazione del pH a cui l'acqua è saturata in carbonato di calcio (pHs); applicando la formula Il = pH - pHs è possibile ricavare l'indice di Langelier. Se IL è positivo, l'acqua è sovrassatura di carbonato di calcio e si ha un'elevata tendenza alla formazione di incrostazioni; se IL risulta negativo l'acqua sarà aggressiva; mentre se IL = 0 l'acqua è in equilibrio.
L'indice di Ryznar (IR), ricavato in modo simile all'indice di Langelier, è per certi versi un indice complementare al precedente e consente di ricavare informazioni più approfondite. Esso assume sempre valore positivo e permette di classificare le acque in incrostanti o aggressive in base a una scala di valori crescenti di IR.

## Definizione di durezza
Come scritto in precedenza si definisce durezza di un'acqua il contenuto di sali di calcio e di magnesio, distinguendoli dagli altri sali in quanto la loro presenza in quantità eccessiva determina notevoli inconvenienti. Infatti per riscaldamento le acque dure danno luogo a intorbidamenti, con conseguente formazione di incrostazioni, particolarmente dannose negli impianti sia domestici sia industriali. Una durezza troppo bassa esalta il potere solvente dell'acqua stessa, che può così portare in soluzione metalli pesanti. La durezza si può distinguere in temporanea, permanente e totale.

### Durezza totale
È il contenuto in ioni calcio e magnesio espresso come carbonato di calcio, che corrisponde alla somma della durezza permanente e della durezza temporanea. Questa viene determinata sull'acqua prima di essere sottoposta a trattamento termico.

### Durezza permanente
È il contenuto salino di un'acqua in ioni calcio e magnesio che non subiscono trasformazioni a seguito del processo di ebollizione in quanto derivanti dalla ionizzazione o dalla dissociazione dei corrispondenti cloruri, nitrati, solfati, etc.... Si determina con le stesse metodiche della durezza totale, dopo aver rimosso la durezza temporanea mediante trattamento termico e successiva filtrazione del campione.

### Durezza temporanea
Il termine durezza temporanea, legato alla presenza di idrogenocarbonati, è spiegato dall'instaurarsi dei seguenti equilibri chimici:
{\displaystyle {\ce {Ca(HCO3)_{2(aq)}<=>{CaCO_{3(s)}}+{CO_{2(g)}}+H2O_{(}l)}}}
{\displaystyle {\ce {Mg(HCO3)_{2(aq)}<=>{MgCO_{3(s)}}+{CO_{2(g)}}+H2O_{(l)}}}}
A temperature maggiori di 80 °C tale equilibrio è spostato verso destra, per cui si considera come "temporaneo" il contributo degli idrogenocarbonati alla durezza totale, visto che a seguito dell'ebollizione questo contributo viene rimosso con formazione di un precipitato solido di carbonati di calcio e magnesio.
Si ottiene sperimentalmente sottraendo alla durezza totale la durezza permanente.

## Determinazione della durezza

### Metodo complessometrico
La durezza viene misurata in modo preciso titolando il campione di acqua con una soluzione di acido etilendiamminotetraacetico (EDTA) a concentrazione esattamente nota in presenza di nero eriocromo T (NET), un indicatore che forma un complesso di colore rosa con gli ioni di calcio e magnesio.
All'interno di un intervallo di valori di pH ben definito, l'EDTA forma con gli ioni calcio e magnesio un complesso molto stabile, più stabile di quello con il nero eriocromo T. Il pH viene portato al valore ottimale di 10 unità per aggiunta di una soluzione tampone a base di ammoniaca e si inizia ad aggiungere EDTA al campione. Quando tutti gli ioni di calcio e magnesio risultano complessati dall'EDTA, il nero eriocromo T vira da rosa a blu scuro. Titolando 100 ml di campione d'acqua utilizzando una soluzione 0,01 M di sale bisodico di EDTA è possibile ricavare direttamente la durezza in gradi °f, sapendo che ogni ml di titolante utilizzato corrisponde a 1 °f.
Lo schema delle reazioni è il seguente
Ca2+ + NET- → [Ca-NET]+  (rosa)
[Ca-NET]+ + EDTA4- → [Ca-EDTA]2- + NET-  (blu scuro)
lo ione magnesio (Mg2+) si comporta allo stesso modo.
Dopo ebollizione si verifica la trasformazione degli idrogenocarbonati
Ca(HCO3)2 → CaCO3(s) + CO2 + H2O
e titolando adesso si ricaverà la durezza permanente.
È possibile discriminare la durezza calcica dalla durezza magnesiaca precipitando il magnesio a pH > 12 e procedendo alla normale titolazione usando come indicatore la muresside. Sottraendo dalla durezza totale la durezza calcica, si ottiene la durezza magnesiaca.

### Metodo idrotimetrico o di Boutron-Boudet
Questo metodo rappresenta una prova rapida, caratterizzata da modesta precisione rispetto al metodo complessometrico. È una prova che si basa sulla capacità degli ioni Ca2+ e Mg2+ di formare composti poco solubili con saponi alcalini (sali di sodio o di potassio di acidi grassi) tramite, ad esempio, la reazione
2 C17H33COONa (aq) + Ca2+ → (C17H33COO)2Ca (s) + 2 Na+
Se a un dato volume d'acqua si aggiunge, goccia a goccia, una soluzione di sapone alcalino a titolo noto, e sotto agitazione, quando tutti gli ioni Ca+2 e Mg+2 sono precipitati come saponi insolubili si ottiene la formazione di schiuma. Per questa determinazione si usa una bottiglia idrotimetrica opportunamente tarata e una buretta graduata direttamente in gradi francesi. La prova viene dapprima eseguita per determinare la durezza totale, quindi su un identico volume d'acqua portata a ebollizione, filtrata e riportata a volume con acqua distillata, per determinare la durezza permanente. La durezza temporanea si ottiene per differenza.

## Considerazioni mediche
La durezza dell'acqua, contrariamente a quanto affermato da una leggenda metropolitana, non ha alcun ruolo nell'eziopatogenesi della calcolosi urinaria. Bere acqua dura, grazie all'elevato contenuto di calcio e magnesio, diminuirebbe la probabilità d'infarto dell'1% per ogni grado in più di durezza.
Il DL 31/2001 raccomanda per gli acquedotti valori di durezza compresi tra i 15-50 °f.
Al diverso grado di durezza corrisponde un diverso sapore dell'acqua. In relazione poi alla particolare composizione salina dell'acqua si può avere un maggiore effetto diuretico, oppure altre proprietà più specifiche: proprietà digestive delle acque bicarbonatiche, lassative in quelle magnesiache, ecc..